# Glutamina
La glutamina (abreviada Gln o Q, y con frecuencia nombrada como L-glutamina) es uno de los 20 aminoácidos que intervienen en la composición de las proteínas y que tienen codones referentes en el código genético; es una cadena lateral de una amida del ácido glutámico, formada mediante el reemplazo del hidroxilo del ácido glutámico con un grupo funcional amina. Está codificada en el ARN mensajero como 'CAA' o 'CAG'. Se trata de un aminoácido no esencial, lo que significa que el organismo puede sintetizarlo a partir de grupos amino presentes en los alimentos. Se trata del aminoácido más abundante en los músculos humanos (llegando a casi el 60% de los aminoácidos presentes) y está muy relacionado con el metabolismo que se realiza en el cerebro.[cita requerida]

## Historia
La L-glutamina fue descrita por primera vez en 1877. Junto con uno de su doctorandos, Ernst Schulze llegó a la conclusión de que en la remolacha, el ácido glutámico estaba presente como una amida, que llamaron glutamina (en analogía con la asparagina y el ácido aspártico). Poco después Ernst Schulze estudió estas relaciones en las plántulas de calabaza y llegó a la misma conclusión. La elucidación de la estructura del ácido glutámico /glutamina fue realizada en 1872 por el químico alemán Wilhelm Dittmar. Dittmar trabajaba en ese momento en el instituto de investigación de productos agroquímicos en Bonn Poppelsdorf bajo la dirección de Heinrich Ritthausen, quien en 1866 descubrió el ácido glutámico.

## Funciones
La glutamina es una de las pocas moléculas de aminoácido que posee dos átomos de nitrógeno (normalmente solo poseen uno). Esta característica le convierte en una molécula ideal para proporcionar nitrógeno a las actividades metabólicas del cuerpo. Su biosíntesis en el cuerpo ayuda a 'limpiar' de amoníaco algunos tejidos (tóxicos en algunas concentraciones), en especial en el cerebro haciendo que se transporte a otras regiones del cuerpo. La glutamina se encuentra en grandes cantidades en los músculos del cuerpo (casi un 60% del total de aminoácidos)[cita requerida], así como en la sangre y su existencia se emplea en la síntesis de proteínas (lo que le convierte en un suplemento culturista debido a los efectos ergogénicos de reparación de las fibras musculares). La glutamina se emplea en biosíntesis del antioxidante glutatión. Los niveles de glutamina en sangre son a veces indicadores de un trastorno en el organismo de carácter catabólico, como pueda ser la necrosis intestinal.[cita requerida]
La glutamina posee un efecto tampón que neutraliza el exceso de ácido en los músculos (tal y como es el ácido láctico) generado especialmente en la práctica del ejercicio anaeróbico intenso. Este tipo de ácidos, acumulados en los músculos de los deportistas son una de las principales causas de la fatiga, además de la denominada catabólisis muscular. El efecto tampón se plasma en la disminución de la carga positiva de los iones H+ procedentes de los ácidos. Algunas investigaciones han mostrado que la ingesta de suplementos de glutamina pueden proporcionar una capacidad adicional de tampón cuando el balance muscular ácido/alcalino en los músculos tiende a romperse para ser más ácido (permitiendo de esta forma que se puedan realizar ejercicios de musculación durante más tiempo y a una mayor intensidad). La glutamina retira el amoniaco (residuo de la actividad deportiva anaeróbica) de ciertos tejidos y lo pone en el torrente sanguíneo. La glutamina junto con la alanina transportan más de la mitad del nitrógeno del organismo.[cita requerida] La glutamina previene la pérdida de masa muscular en tiempo de reposo, o bien cuando se desea realizar trabajo aeróbico intenso, el cual puede llevar a una pérdida temporal de este.[cita requerida]
En el riñón la glutamina ejerce un rol importante en las células del túbulo renal junto a la glutaminasa para la síntesis del amoniaco (NH3), que es uno de los compuestos que utiliza el riñón como un buffer urinario para la estabilización del pH sanguíneo.[cita requerida]

## Biosíntesis
La síntesis de la glutamina consiste en la reacción química entre el glutamato con la molécula de NH4+ y a raíz de esta síntesis se insertan dos grupos aminos por cada molécula sintetizada.[cita requerida]

## Presencia
La principal fuente dietética de glutamina son los cereales y los lácteos, proporcionando alrededor del 32% y del 16%, respectivamente, del total de la fuente exógena de glutamina en una dieta típica occidental. Los cereales son la principal fuente exógena de este aminoácido debido a que sus proteínas son principalmente prolaminas y glutelinas, que para los cereales constituyen la fuente de almacenamiento de proteínas en el endospermo dos proteínas muy similares cuyos aminoácidos más abundantes son la prolina y la glutamina. Además, los cereales son una fuente importante de aminoácidos en general en una dieta típica occidental y por esa razón suelen ser también una importante fuente exógena de glutamina La glutamina también se encuentra en otros alimentos de origen animal y vegetal con alto contenido proteico, el problema que existe es que se destruye con el cocinado de los mismos[cita requerida] y en muchas ocasiones se deben comer crudos (el perejil y las espinacas crudas son una buena fuente de glutamina); los lácteos, carnes (cruda y ahumada) y frutos secos tienen alto contenido en glutamina. Se han encontrado trazas de L-Glutamina en alimentos fermentados como puede ser el miso.[cita requerida]

## Usos
Este aminoácido en suplemento dietético sirve para que los músculos ejercitados no bajen de volumen y evitar el proceso catabólico en el cuerpo. En ciertas ocasiones, como el estrés, traumas o infecciones, puede ser considerado como "semiesencial". Se emplea en casos en los que algunas dolencias han postrado a un paciente en cama durante un periodo largo de tiempo, los atletas de musculación lo emplean debido a sus efectos "constructores" de músculo, así como en los pacientes de cáncer y sida. Esto se debe a que las situaciones de trauma, cirugía y demás situaciones de estrés hacen que los músculos liberen glutamina al torrente sanguíneo con la consiguiente pérdida de masa muscular. La suplementación de L-glutamina puede ser beneficiosa en casos de artritis, enfermedades inmunodeficientes, fibrosis, desórdenes intestinales, úlceras pépticas, daños en los tejidos debido a radiación, cáncer (en algunos casos se detectan niveles anormales submínimos de glutamina), etc. La glutamina se comercializa en polvo y en cápsulas. Los suplementos deben guardarse en un ambiente seco ya que la humedad favorece la hidrólisis de la glutamina en amoníaco y en ácido piroglutámico. La glutamina no debería ser administrada a personas con cirrosis, problemas renales, síndrome de Reye, o cualquier otro problema de salud resultante de un exceso de amoniaco en sangre. Investigaciones realizadas en animales han mostrado que la administración de glutamina tiene efectos de reducción del apetito, sin embargo este efecto no se ha estudiado en humanos. Se ha administrado con éxito en la nutrición parenteral de los pacientes hospitalarios (en dosis estándares, que van desde los 2.8 hasta los 7.3 gramos/1000 calorías).
L-glutamina es biosintetizada por el hígado y los pulmones. Durante el ejercicio de musculación intenso se liberan ciertas cantidades de glutamina superiores a las cantidades que sintetiza el cuerpo humano. Los estudios científicos han demostrado que este consumo desgasta las reservas naturales de glutamina en los músculos, es por esta razón por la que ciertos atletas lo emplean como suplemento dietético. Por ejemplo los atletas que realizan ejercicio anaeróbico  liberan cerca de un 45 % comparado con los niveles anteriores a la realización del ejercicio. Cuando los mismos atletas prosiguen con ejercicio aeróbico durante 10 días, su concentración de glutamina en el plasma desciende hasta un 50%. El descenso en los niveles de glutamina se mantiene incluso seis días tras la recuperación del ejercicio. Estos datos sugieren que este tipo de atletas necesita una suplementación de glutamina en sus dietas capaz de reponer las reservas en los músculos. Los atletas que someten a un sobreesfuerzo a sus músculos (sin un adecuado reemplazo de glutamina) incrementan su riesgo de infección y a menudo se recuperan más lentamente de los daños sufridos.

## Beneficios para la salud
Podemos realizar un listado de todas aquellas circunstancias en las cuales se puede considerar importante o en las que se hace necesario consumir glutamina; donde la glutamina tiene beneficios, aunque en realidad sabemos que no es ni mucho menos indispensable ni tampoco obligatoria. Las más destacadas serían las siguientes:
- En situaciones de estrés.
- Combustible preferencial de las células intestinales.
- Evita diarreas y la mala absorción de nutrientes.
- Cuando hay traumatismos musculares o golpes.
- La práctica de deporte que exige considerable esfuerzo físico.
- Cuando existe un proceso de recuperación de cualquier tipo de lesión.
- Intensidad de entrenamientos.
- Cuando se detecta una infección en los músculos o en la piel.
- Si presenta quemaduras de cualquier grado.
- En caso de presentar agotamiento físico.
- Desórdenes alimenticios que provocan de alguna forma lo que se conoce como catabolismo de los músculos.
- Determinadas patologías o enfermedades relacionadas con la práctica del deporte.
- Entrenamientos que exigen una larga resistencia física.[15]

## Protocolo
Se suele administrar en cantidades diarias que rondan los 50 miligramos/kilogramo de peso corporal. Es aconsejable tomar la glutamina cuando el estómago está vacío para que no interactúe con otros aminoácidos obtenidos de la dieta.[cita requerida]

## Efectos secundarios
Varios estudios practicados en atletas han demostrado que la glutamina no causa efectos secundarios,[cita requerida]
pero sí se han dado casos en algunas personas que han desarrollado trastornos digestivos como digestión lenta, sensación de llenura, incluyendo esa sensación de que la comida no pasa del estómago durante varias horas evitando así poder hacer actividades deportivas.[cita requerida]

## Fuentes

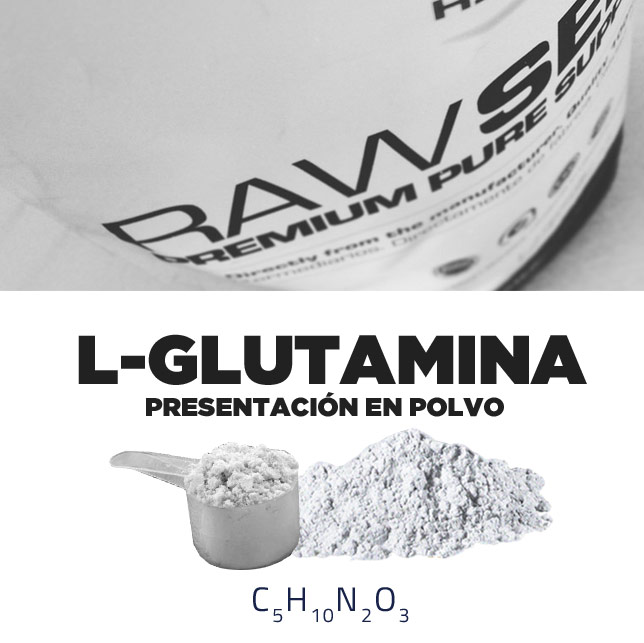
Presentaciones de suplementos de l-glutamina